# Georg Curtius
Georg Curtius (né le 16 avril 1820 à Lübeck - mort le 12 août 1885 à Hermsdorf am Kynast) est un philologue allemand, qui s'est principalement consacré à la comparaison des grammaires grecque et latine. Il est le frère de l'historien et archéologue Ernst Curtius.

## Biographie
Comme ses frères, Curtius étudie au lycée Sainte-Catherine de Lübeck, où il obtient son baccalauréat à la Saint-Michel 1837. Après des études à Bonn et à Berlin, il devient directeur d'école pendant trois ans à Dresde. En 1845, il est professeur privé à l'université Frédéric-Guillaume de Berlin. En 1849, il dirige le séminaire de philologie à Prague et deux ans plus tard, il est professeur de philologie classique à l'université de Prague.
En 1852, il quitte Prague pour un poste semblable à Kiel puis en 1862 quitte Kiel pour Leipzig. Ses théories philologiques ont influencé de nombreuses personnes. Ses écrits les plus importants sont :
- Die Sprachvergleichung in ihrem Verhaltniss zur classischen Philologie (1845)
- Sprachvergleichende Beitrage zur griechischen und lateinischen Grammatik (1846)
- Grundzuge der griechischen Etymologie (1858-1862, 5. Ausgabe 1879)
- Das Verbum der griechischen Sprache (1873).

À la mort de Franz Bopp, l'université de Berlin lui propose à l'unanimité de prendre sa succession à la chaire de grammaire comparée, mais Curtius préfère rester à Leipzig. À partir de 1878, Curtius devient l'éditeur des Studien zur classischen Philologie. Sa grammaire scolaire grecque publiée pour la première fois en 1852 est rééditée plus de vingt fois et connaît également une édition anglaise. Dans son dernier travail, Zur Kritik der neuesten Sprachforschung (1885), il critique les idées de l'école des jeunes grammairiens.

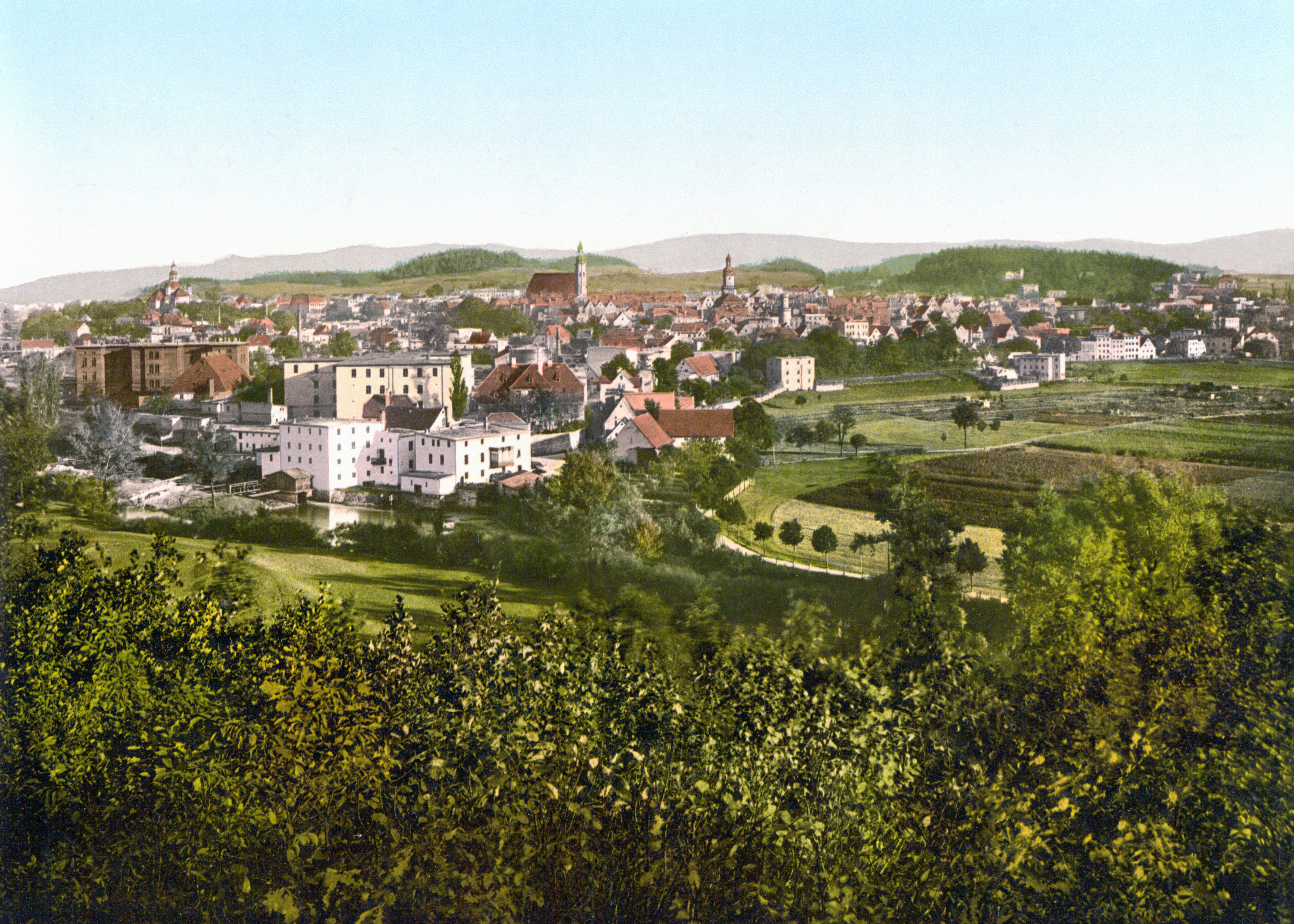
Hermsdorf vers 1885.

Depuis 1881, sa santé est déclinante ; pourtant au mois d'août 1885 il part en villégiature avec sa femme à Hermsdorf, dans les Monts des Géants ; mais le 8 août il est victime d'une attaque d'apoplexie, et meurt le 12 août. Il est inhumé à Leipzig le 16 août à l'ancien cimetière Saint-Jean.

## Distinctions
- Pour le Mérite